# (24605) Tsykalyuk
(24605) Tsykalyuk (1975 VZ8) – planetoida z pasa głównego asteroid okrążająca Słońce w ciągu 4,58 lat w średniej odległości 2,76 j.a. Odkryta 8 listopada 1975 roku.